# Sitobion aulacorthoides
Sitobion aulacorthoides är en insektsart. Sitobion aulacorthoides ingår i släktet Sitobion och familjen långrörsbladlöss. Inga underarter finns listade i Catalogue of Life.